# Penthema mimetica
Penthema mimetica är en fjärilsart som beskrevs av Percy I. Lathy 1900. Penthema mimetica ingår i släktet Penthema och familjen praktfjärilar. Inga underarter finns listade i Catalogue of Life.